# Ipsach
Ipsach – gmina (niem. Einwohnergemeinde) w Szwajcarii, w kantonie Berno, w regionie administracyjnym Seeland, w okręgu Biel/Bienne. Leży nad jeziorem Bielersee oraz Kanałem Nidau-Büren. 

## Demografia
W Ipsach mieszka 3 913 osób. W 2020 roku 12,7% populacji gminy stanowiły osoby urodzone poza Szwajcarią.

## Transport
Przez teren gminy przebiega droga główna nr 235.